# 21356 Karlplank
21356 Karlplank (1997 FG4) là một tiểu hành tinh vành đai chính được phát hiện ngày 31 tháng 3 năm 1997 bởi Nhóm nghiên cứu tiểu hành tinh gần Trái Đất phòng thí nghiệm Lincoln ở Socorro.